# Beridops maculipennis
Beridops maculipennis är en tvåvingeart som först beskrevs av Blanchard 1852.  Beridops maculipennis ingår i släktet Beridops och familjen vapenflugor. Inga underarter finns listade i Catalogue of Life.